# Людовик V Лінивий
Людовик V Лінивий (967 — 21 травня 987) — король Франції з березня 986 до травня 987 року. Останній представник династії Каролінгів, після нього корона перейшла до представника Робертинів — Гуго Капета, який, в свою чергу, став засновником династії Капетингів. Інколи називається «Лінивим», але це прізвисько виникло пізніше.

## Життєпис

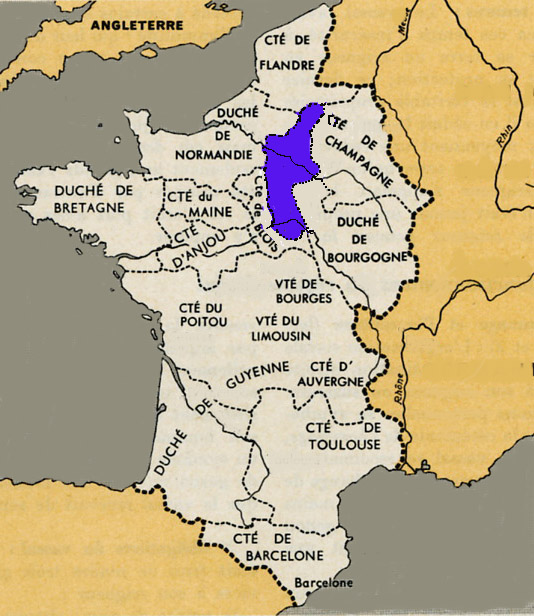
Королівство Франція наприкінці правління Людовика V (Королівський домен Капетингів окреслено синім)

Людовик був сином Лотара — короля Франції та Емми — доньки Лотара Арльського, короля Італії. На момент початку свого правління влада королів Франції була обмежена й розповсюджувалася фактично на незначну територію. Найбільшої ваги набули в цей період могутні сеньйори — герцоги та графи. Людовика V коронували ще за правління його батька — 8 червня 979 у місті Комп'єнь. Після раптової смерті свого батька, 2 березня 986 Людовик посів трон Франції. Проте правління його було зовсім недовгим і так само закінчилося раптовою смертю — Людовик загинув, впавши з коня 22 травня 987 року поблизу міста Комп'єнь. Поховано його в абатстві Сен-Корней цього ж міста. У майбутньому отримав прізвисько «Лінивий», яке, швидше за все, не пов'язане безпосередньо з його діяльністю, а лише вказує на нетривалість його правління.

## Родина
Дружина — Аделаїда (947—1026), донька Фулька II, графа Анжуйського, вдова графа Тулузи Раймунда

## Спадок
Людовик не залишив по собі спадкоємця, тому після його смерті влада перейшла до Гуго Капета, обраного феодалами новим королем.